# James L. Holloway III.

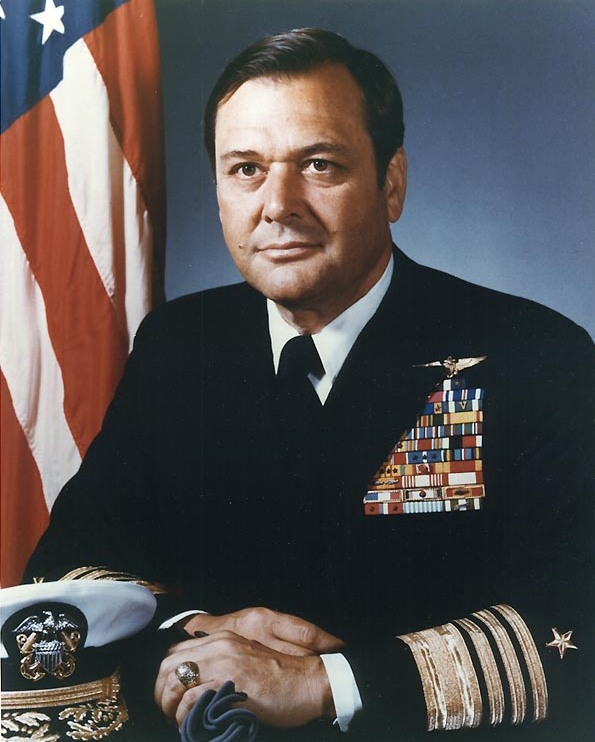
Admiral James L. Holloway III.

James Lemuel Holloway III. (* 23. Februar 1922 in Charleston, South Carolina; † 26. November 2019 in Alexandria, Virginia) war ein US-amerikanischer Marineoffizier. Zuletzt war er Admiral und Chief of Naval Operations.

## Leben

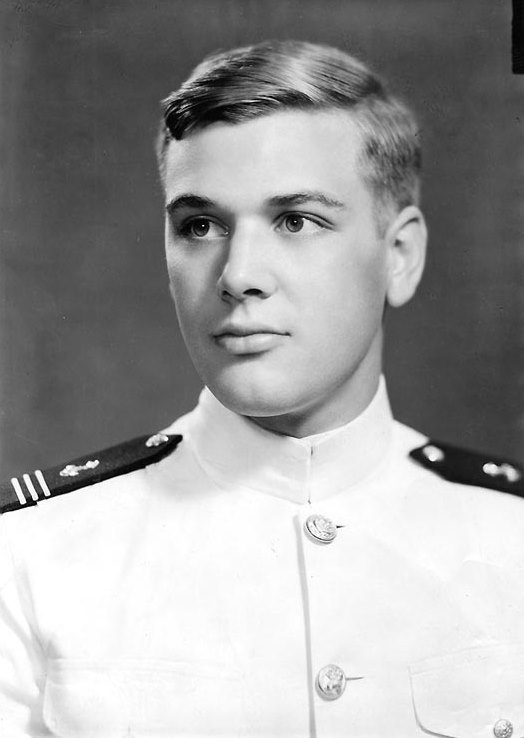
Holloway, 1941

Holloway war ein Sohn des Admirals James L. Holloway Jr. (1898–1984). Ab 1939 besuchte er die United States Naval Academy in Annapolis. 1942 schloss er die Akademie ab. Er wurde zunächst im Zweiten Weltkrieg auf einem Zerstörer im Geleitzugschutz im Nordatlantik und Mittelmeer eingesetzt. 1944 war er als Artillerie-Offizier auf dem Zerstörer USS Bennion im Pazifik eingesetzt. Er nahm an mehreren Schlachten, darunter die See- und Luftschlacht im Golf von Leyte, teil. Der Zerstörer USS Bennion war an der Versenkung des Schlachtschiffes Yamashiro durch Torpedos beteiligt. Er erhielt für den Einsatz bei dieser Seeschlacht im Golf von Leyte die Orden Bronze Star Medal und Navy & Marine Corps Commendation Medal.
Nach dem Zweiten Weltkrieg wurde er Pilot der Marineflieger. Im Koreakrieg war er als Pilot der Grumman F9F auf einem Flugzeugträger im Einsatz. Er übernahm das Kommando über ein Geschwader, als sein befehlshabender Offizier abgeschossen wurde. Er bekam die Orden Distinguished Flying Cross und dreimal die Air Medal.
1965 bis 1967 war Holloway Kommandant des Flugzeugträgers Enterprise. Er führte den Träger bei zwei Kampfeinsätzen im Vietnamkrieg und wurde dafür zweimal mit der Legion of Merit ausgezeichnet. 1968 war er im Pentagon an den Planungen zum Bau des Träger Nimitz beteiligt und bekam die Navy Distinguished Service Medal.
1970 bis 1971 war er Kommandeur der Carrier Striking Force der United States Sixth Fleet und bekam zum zweiten Mal die Navy Distinguished Service Medal. 1972 bis 1973 führte er die United States Seventh Fleet im Vietnamkrieg, welche an der Operation Linebacker teilnahm. Er erhielt zu dritte Mal die Navy Distinguished Service Medal.
1973 bis 1974 war er Vice Chief of Naval Operations. Im Anschluss wurde Admiral James L. Holloway III. am 29. Juni 1974 schließlich selbst Chief of Naval Operations und somit ranghöchster Offizier und Chef des Generalstabes der US Navy. Diese Funktion bekleidete er bis zu seinem Eintritt in den Ruhestand zum 1. Juli 1978. Als Chief erhielt er zum vierten Mal die Navy Distinguished Service Medal und zweimal die Defense Distinguished Service Medal. 1978 erhielt er auch das Große Bundesverdienstkreuz mit Stern und Schulterband.
Auch nach seinem Ausscheiden aus dem aktiven Militärdienst blieb er der Marine verbunden und war nicht nur zeitweise Vorsitzender des Verbandes der Marineflieger (Association of Naval Aviators), sondern auch Vorsitzender der Marinegeschichtlichen Stiftung (Naval Historical Foundation).
Außerdem engagierte er sich in zahlreichen weiteren Institutionen und war Vorstandsmitglied der Defense Forum Foundation, Treuhänder (Trustee) der George-C.-Marshall-Stiftung sowie Vorstandsmitglied der George and Carol Olmsted Foundation.
Er starb am 26. November 2019 im Alter von 97 Jahren in Alexandria, Virginia.

## Auszeichnungen
Auswahl der Dekorationen, sortiert in Anlehnung der Order of Precedence of the Military Awards:
- Defense Distinguished Service Medal
- Navy Distinguished Service Medal
- Legion of Merit
- Distinguished Flying Cross
- Bronze Star
- Air Medal
- Navy & Marine Corps Commendation Medal
- Großes Bundesverdienstkreuz mit Stern und Schulterband (23. Februar 1978)[2]
- Mitglied der französischen Ehrenlegion
- Orden der Aufgehenden Sonne